# Однопалатный парламент
Однопалатный парламент (однопалатная парламентская система) — функционирование одной парламентской палаты в государстве. Таким образом, однопалатный парламент, или однопалатное законодательное собрание — законодательный орган, состоящий из одной палаты. Зачастую страны, в которых функционируют однопалатные законодательные органы, являются небольшими однородными унитарными государствами, для которых необходимость в верхней или второй палате отсутствует.

## Однопалатные законодательные органы
Примерно половина суверенных государств мира имеют в настоящее время однопалатную парламентскую систему, причём к ним относятся как самые многонаселённые (Китайская Народная Республика), так и карликовые (Ватикан) государства.
Многие административные единицы стран имеют однопалатные законодательные органы. К ним относятся, например, Небраска, Гуам и Виргинские острова в США, все российские регионы, Гонконг, все провинции и территории Канады, все германские земли, все итальянские регионы и все испанские автономные сообщества.
В Великобритании однопалатными являются шотландский парламент, Парламент Уэльса и Ассамблея Северной Ирландии.
Почти все городские законодательные органы также являются однопалатными: городские советы не разделяются на две палаты,— хотя до XX века в США преобладали двухпалатные городские советы.

Страны с двухпалатными законодательными органами
Страны с однопалатными законодательными органами
Страны с однопалатными законодательными органами и консультативным органом
Нет парламентской системы

### Местные органы

#### Федерации
- Парламент Квинсленда и законодательные собрания территорий Австралии
- Все законодательные органы и законодательные советы областей и сообществ Бельгии
- Народная скупщина Республики Сербской
- Все законодательные органы штатов Бразилии
- Все ландтаги земель Германии
- Парламенты нескольких индийских штатов — Аруначал-Прадеш, Химачал-Прадеш, Западная Бенгалия, Мадхья-Прадеш, Раджастхан, Гуджарат, Одиша, Керала, Ассам, Пенджаб, Харьяна, Джаркханд, Трипура, Нагаленд, Манипур, Мегхалая, Гоа, Мизорам, Сикким, Уттаракханд, Пондичерри, Дели и Чхаттисгарх
- Все законодательные собрания провинций Канады
- Все законодательные собрания штатов Малайзии
- Все законодательные органы субъектов России
- Законодательное собрание Небраски и Совет Вашингтона (округ Колумбия, США)
- Провинциальные законодательные органы провинций ЮАР (см. Законодательное собрание  провинции Квазулу-Натал и Законодательное собрание Восточно-Капской провинции)